# Camilla Fangel
Camilla Fangel (* 29. Februar 1992 in Herning) ist eine ehemalige dänische Handballspielerin.

## Karriere
Camilla Fangel spielte für die dänischen Vereine SønderjyskE Håndbold (2009–2010), Horsens HK (2010–2011), Roskilde Håndbold (2011–2012), Nykøbing Falster Håndboldklub (2012–2015), SK Aarhus (2015–2017) und daraufhin für Silkeborg-Voel KFUM. Mit Silkeborg-Voel nahm sie in der Saison 2017/18 am EHF-Pokal teil. Im September 2019 schloss sich die Kreisläuferin Ringkøbing Håndbold an. Im Sommer 2020 wechselte Fangel zum dänischen Erstligisten Herning-Ikast Håndbold, um dort den schwangerschaftsbedingten Ausfall von Sarah Iversen zu kompensieren. Im September 2020 wurde Fangel ebenfalls schwanger. In der Saison 2021/22 stand Fangel beim Erstligisten Viborg HK unter Vertrag. Anschließend beendete sie ihre Karriere.
Camilla Fangel bestritt 2 Länderspiele für die dänische B-Nationalmannschaft, 18 Länderspiele für die dänische Juniorinnennationalmannschaft sowie 4 Länderspiele für die dänische Jugendnationalmannschaft. Bei den Olympischen Jugend-Sommerspielen 2010 gewann sie mit Dänemark die Goldmedaille. Sie bestritt am 9. Juli 2013 ihr Debüt für die dänische Beachhandballnationalmannschaft. Fangel absolvierte 54 Länderspiele, in denen sie 12 Punkte erzielte. Mit Dänemark gewann sie die Goldmedaille bei der Beachhandball Euro 2019. Bei den World Beach Games 2019 in Doha gewann Fangel ebenfalls die Goldmedaille.